# Акітуа

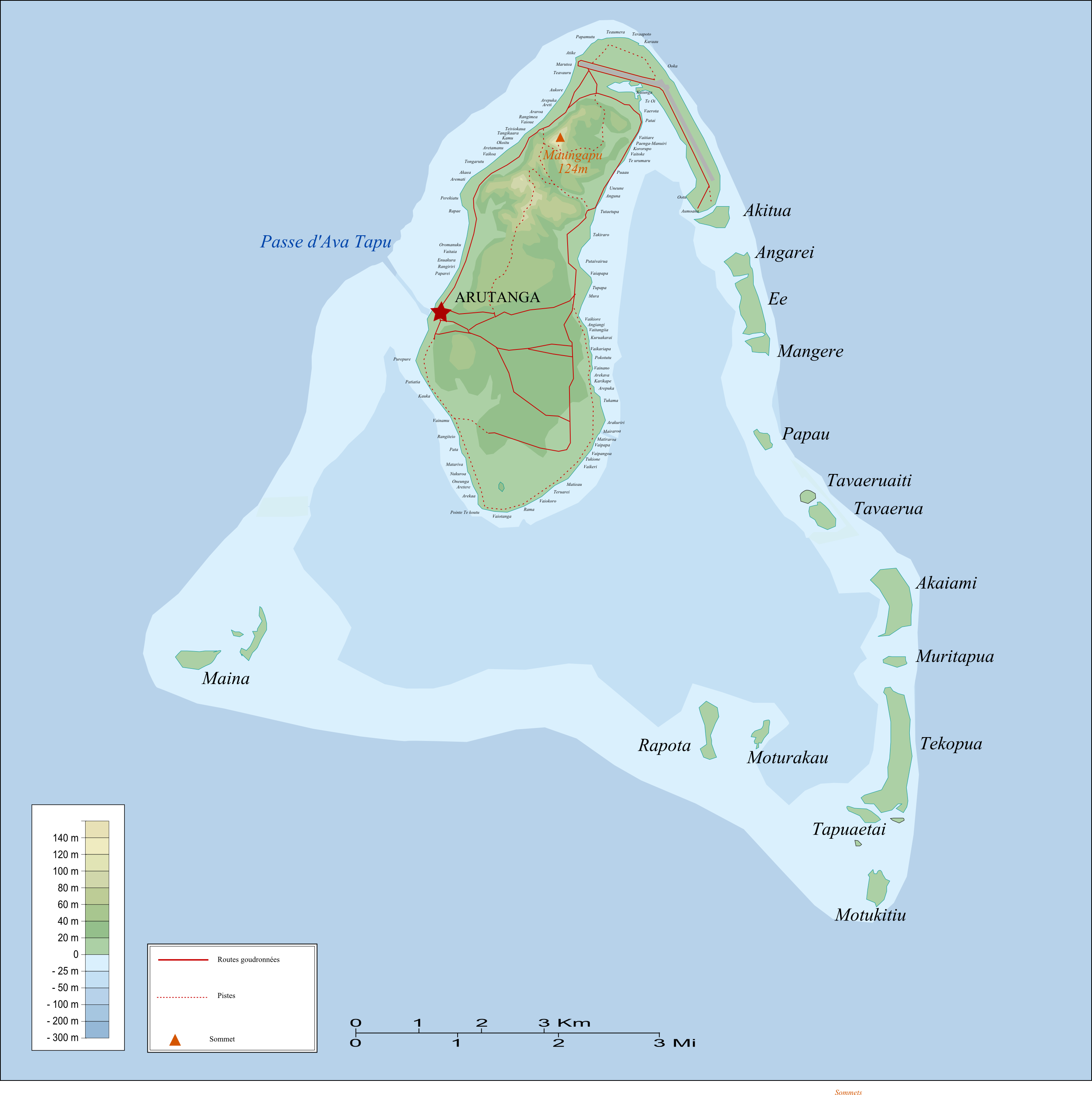
Топографічна карта Аітутакі

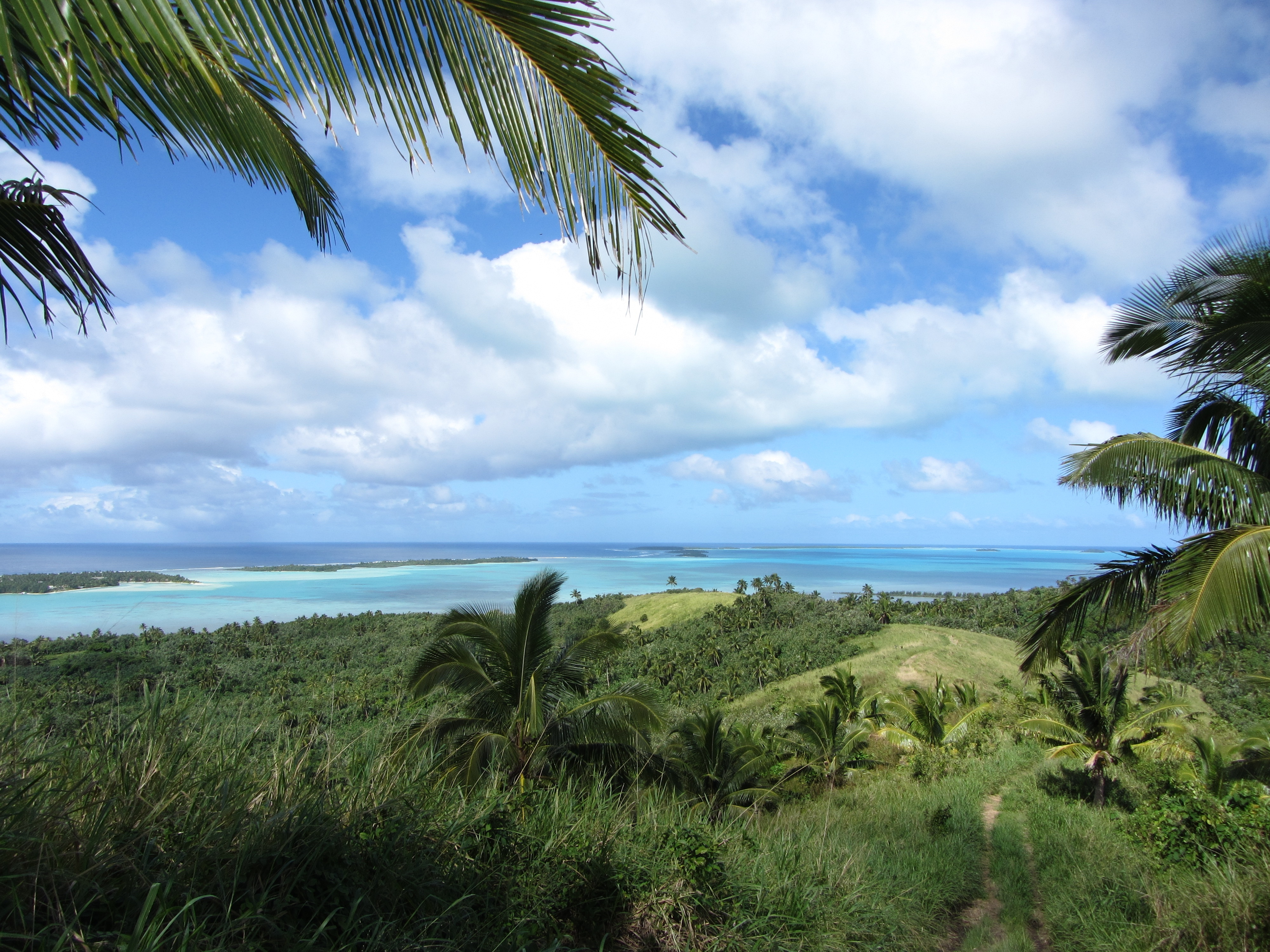
Вид на острів

Акітуа — один із 22 островів атолу Аїтутакі островів Кука. Він розташований на північно-східному периметрі лагуни Аїтутакі. Довжина острова складає 750 м, ширина 310 м. Острів належить 5-зірковому готелі The Aitutaki Lagoon Resort &amp; Spa, обладнаному розкішними бунгало, рестораном і баром. Він відомий своїм прекрасним бірюзовим, блакитним індиго, пляжем.
Острів також дав назву інвестиційній групі Акітуа під керівництвом Етьєна Фрето.